# Раковци (Пореч)
Раковци (итал. Racovazzi) је насеље у Републици Хрватској у саставу Града Пореча у Истарској жупанији.

## Демографија
Према попису становништва из 2001. године, насеље је имало 15 становника те 6 породичних и 2 самачка домаћинства.
Кретање броја становника по пописима 1857—2001.
| година пописа  | 1857. | 1869. | 1880. | 1890. | 1900. | 1910. | 1921. | 1931. | 1948. | 1953. | 1961. | 1971. | 1981. | 1991. | 2001. |
| бр. становника | 0     | 0     | 84    | 84    | 94    | 101   | 0     | 0     | 50    | 39    | 34    | 25    | 16    | 10    | 15    |

Напомена:У 1857, 1869, 1921. и 1931. подаци су садржани у насељу Бадерна. Од 1880. до 1910. исказивано под именом Раковец.